# Py Bäckman
Py Marie Elisabet Ulrika Bäckman Wennborn (Solna församling, 5 luglio 1948) è una cantante svedese.

## Biografia
Sista föreställningen (1983), terzo album in studio, è stato il suo primo ingresso nella top five della Sverigetopplistan. Kvinna från Tellus (1984) ha finito per classificarsi 12º, mentre Narrarna dansar (1986) ha conquistato il 21º posto in classifica.
Due anni dopo viene presentato il sesto LP Natt 1001, con cui ottienere un'ulteriore entrata nella top 40 svedese. Anche När mörkret faller (2006) è riuscito a fare un'apparizione in classifica.

## Discografia

### Album in studio
- 1979 – Let It Ride
- 1980 – Hard Wind Blows
- 1983 – Sista föreställningen (con Raj Montana Band)
- 1984 – Kvinna från Tellus (con Raj Montana Band)
- 1986 – Narrarna dansar
- 1988 – Natt 1001
- 1991 – I rosornas tid
- 2006 – När mörkret faller
- 2010 – P20Y10

### Album dal vivo
- 1982 – Belle de jour (con Raj Montana Band)
- 1985 – Tele-gram/Långt farväl (con Raj Montana Band)
- 2008 – Sånger från jorden till himmelen

### Raccolte
- 1997 – Hits! 1980-97 (con Raj Montana Band)
- 1998 – Svenska popfavoriter (con Raj Montana Band)
- 2000 – Spotlight

### Singoli
- 1972 – Tonårsänkan/Sjung bort bekymren
- 1973 – Free the People (con NQB)
- 1977 – Angel
- 1980 – Fast Train's Running
- 1981 – Se dagen vakna
- 1983 – Kristall (con Raj Montana Band)
- 1983 – Jag lever (con Raj Montana Band)
- 1984 – Svindlande höjder eller jakten på den försvunna skatten (con Raj Montana Band)
- 1984 – Kvinna från tellus
- 1986 – Fred nu
- 1986 – Con-Cordelia
- 1986 – Camelot
- 1987 – My Crime
- 1987 – Framtiden
- 1988 – Papa/Kung för ett gycklarhov
- 1988 – Du är vacker Johnny/Tysta ljus
- 1988 – Speaking
- 1990 – Blommorna föll
- 1991 – Om du vill leka
- 1997 – Pandoras ask (con Raj Montana Band)
- 2006 – Kär i kärlek